# Numero taxicab

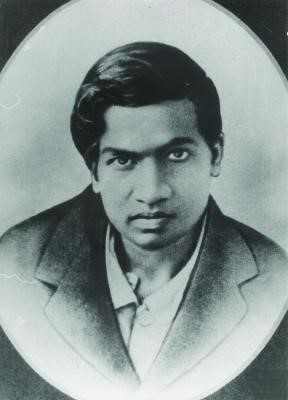
Srinivasa Ramanujan

In matematica, l'n-esimo numero taxicab — indicato con {\displaystyle \operatorname {Ta} (n)} — è il più piccolo numero rappresentabile in {\displaystyle n} modi come somma di due cubi positivi.

## Quaterne di Ramanujan
Il nome di questi numeri prende origine da uno dei più famosi aneddoti della storia della matematica moderna, secondo il quale il matematico inglese Godfrey Harold Hardy, recatosi in ospedale in visita al matematico indiano Srinivasa Ramanujan, fece una battuta circa il fatto che il numero del taxi che aveva preso (1729) appariva essere privo di particolare interesse matematico. Al chè Ramanujan rispose immediatamente: "No Hardy, è un numero estremamente interessante: è il minimo intero che si può esprimere come somma di due cubi in due modi diversi!". Infatti il valore di Ta(2) è 1729, chiamato anche Numero di Hardy-Ramanujan. Questa proprietà del numero 1729 era già stata scoperta da Bernard Frénicle de Bessy nel 1657, ma è improbabile che Ramanujan ne fosse a conoscenza.
Godfrey Harold Hardy e E. M. Wright hanno dimostrato che questo numero esiste per ogni valore di n, ma la dimostrazione non aiuta a trovarne i valori. 
Gli unici numeri taxicab attualmente conosciuti (2008) sono quelli per 1≤n≤6 (sequenza A011541 dell'OEIS):
{\displaystyle {\begin{aligned}\operatorname {Ta} (1)=2&=1^{3}+1^{3}\end{aligned}}}
{\displaystyle {\begin{aligned}\operatorname {Ta} (2)=1729&=1^{3}+12^{3}\\&=9^{3}+10^{3}\end{aligned}}}
{\displaystyle {\begin{aligned}\operatorname {Ta} (3)=87539319&=167^{3}+436^{3}\\&=228^{3}+423^{3}\\&=255^{3}+414^{3}\end{aligned}}}
{\displaystyle {\begin{aligned}\operatorname {Ta} (4)=6963472309248&=2421^{3}+19083^{3}\\&=5436^{3}+18948^{3}\\&=10200^{3}+18072^{3}\\&=13322^{3}+16630^{3}\end{aligned}}}
{\displaystyle {\begin{aligned}\operatorname {Ta} (5)=48988659276962496&=38787^{3}+365757^{3}\\&=107839^{3}+362753^{3}\\&=205292^{3}+342952^{3}\\&=221424^{3}+336588^{3}\\&=231518^{3}+331954^{3}\end{aligned}}}
I primi numeri taxicab sono quindi {\displaystyle 2,1729,87539319,6963472309248,48988659276962496,...}
per
{\displaystyle Ta(6)} è probabile, ma non certo, che si abbia
{\displaystyle {\begin{aligned}\operatorname {Ta} (6)=24153319581254312065344&=582162^{3}+28906206^{3}\\&=3064173^{3}+28894803^{3}\\&=8519281^{3}+28657487^{3}\\&=16218068^{3}+27093208^{3}\\&=17492496^{3}+26590452^{3}\\&=18289922^{3}+26224366^{3}\end{aligned}}}